# Саприсса, Рикардо
Рикардо Хуан Антонио Саприсса Айма (исп. Ricardo Juan Antonio Saprissa Aymá; 24 июня 1901, Сан-Сальвадор — 16 августа 1990, Алахуэла) — сальвадорский спортсмен, спортивный тренер и популяризатор спорта, долгие годы проведший в Коста-Рике, где играл в футбол и работал футбольным тренером. В 1935 году он вошёл в число основателей клуба «Депортиво Саприсса» из округа Сан-Хуан кантона Тибас, ставшего самой успешной футбольной командой Коста-Рики. Саприсса также участвовал в летних Олимпийских играх 1924 года, выступая за Испанию.

## Ранние годы
Рикардо Саприсса родился в испанской семье в Сальвадоре. Семья перебралась в Барселону (родной город его матери), когда Рикардо был ещё маленьким ребенком. Но в возрасте 10 лет после смерти отца он вновь оказался в Сальвадоре. Выучившись на инженера в 1922 году, Саприсса вернулся в Испанию, чтобы играть в футбол.

## Спортивная карьера игрока
Саприсса увлекался несколькими видами спорта, преуспев в футболе, а также в бейсболе, теннисе, хоккее на траве и поло. Саприсса стал чемпионом Испании по хоккею на траве в 1924 году и выиграл чемпионат страны по теннису в парном разряде в 1923 и 1924 годах. Поскольку Сальвадор не участвовал в летних Олимпийских играх в Париже в 1924 году, Саприсса представлял Испанию, выступая в мужском парном и смешанном парном разрядах в соревнованиях по теннису. В 1929 году в составе барселонского клуба «Эспаньол» он стал обладателем Кубка короля, а также выиграл чемпионат Каталонии. Таким образом Саприсса стал первым сальвадорским футболистом, игравшим на профессиональном уровне в Испании, а также единственным сальвадорским игроком, выигравшим Кубок Испании.
В 1930 году в составе испанской команды Саприсса участвовал в Международном лаун-теннисном кубке вызова, аналоге современного теннисного Кубка Дэвиса. В 1932 году Саприсса переехал в Сан-Хосе, столицу Коста-Рики.

## Коста-Рика и «Депортиво Саприсса»
В Коста-Рике Саприсса возглавил в качестве президента и главного тренера местную футбольную команду «Орион», которую в 1938 году привёл к титулу чемпиона страны. Он также тренировал национальную футбольную сборную Коста-Рики, выигравшую под его началом серебряные медали на Центральноамериканских и Карибских играх 1935 и 1938 годов, а также выступавшую на Панамериканских играх 1951 года в Буэнос-Айресе.
В 1935 году Роберто Фернандес основал футбольную команду, сформированную из детей со всего Сан-Хосе. Он спросил Саприссу, может ли тот предоставить форму для игроков. Тот ответил согласием, в итоге команда стала называться «Депортиво Саприссой». Команда успешно выступала на местных турнирах. По мере того, как юные игроки росли, команда соревновалась всё в более статусных турнирах. В 1949 году команда вышли в Примеру Коста-Рики и с тех пор выиграла больше национальных и международных турниров, чем любая другая коста-риканская команда. В декабре 2005 года «Депортиво Саприсса» представляла КОНКАКАФ на Клубном чемпионате мира ФИФА 2005 года в Японии, где заняла третье место.
Саприсса был президентом «Депортиво Саприссы» с 1948 по 1981 год. В 1972 году одна из его мечт осуществилась, когда его клуб стал первым в Коста-Рике, имеющим собственный стадион, который был назван в его честь.

## Смерть и признание
Рикардо Саприсса умер в коста-риканской Алахуэле в августе 1990 года. Среди многочисленных его наград и почестей можно выделить включение в 1969 году в Спортивную галерею Коста-Рики в 1969 году, кроме того он был назван почётным президентом барселонского «Эспаньола», коста-риканского «Ориона», испанской «Химнастики Эспаньолы» и коста-риканского «Алахуэленсе», главного соперника «Депортиво Саприссы» на родине.